# 物理光学
物理光学（ぶつりこうがく、英: physical optics）、または波動光学（はどうこうがく、英: wave optics）は、物理学において光学の一分野であり、干渉・回折・偏光など幾何光学による光線近似が適用できない現象を扱う。量子ノイズや光通信などコヒーレンス理論の範疇とされる現象は含まないことが多い。

## 物理光学での近似
物理光学という名称は、光学・電気工学・応用物理学で一般的に使われる高周波近似（en、短波長近似と同等）を指すこともある。その場合、光の波動性を無視した幾何光学と、完全に波動として記述する厳密な理論である電磁気学との中間的手法である。「物理」と冠されているのは、幾何あるいは光線光学よりは物理学的であるからであって、完璧に物理学的な理論であるからではない。
この近似では、まず光線を用いてある面での電磁場を見積り、それからその電磁場をその面全体にわたって積分することで透過または散乱された電磁場を計算する（光学においては通常、レンズ・鏡・絞りなどの面で積分する）。これは量子力学における問題を摂動として扱うボルン近似と同様の方法である。
この近似は、光学において回折の効果を概算する一般的な方法である。
電波工学では、反射鏡アンテナやレーダー散乱等に現れる光学現象とよく似た現象を概算するのに用いられる。
この分野において物理光学近似は、電波が入射した物体の構成物質に似た物質の接平面に現れるであろう電流を、波面上の各点（幾何学的に照らされる部分など）での散乱体上の電流と見なすことを意味する。影になる部分での電流は零と見なされる。それらの電流を積分して近似散乱場が得られる。これは大きくて滑らかな凸形状の物体や反射率の低い面に対して有効である。
反射・干渉・回折・偏光を大体正しく記述するものの、光学境界から離れた領域での場は比較的不正確であり、回折の偏光への依存は記述できない。高周波近似であるため、光学よりも電波の領域においてより正確である場合が多い。
回折とクリーピング波（en）を考慮して補正しない場合、面の縁付近や影との境界では光線光学による電磁場や電流は通常不正確である。
似た手法として幾何光学的回折理論が挙げられる。既述した物理光学近似の短所のいくつかは幾何光学的回折理論を用いることで回避することができる。
しかし逆に、幾何光学的回折理論の短所を物理光学近似により回避できる場合もあるので、適切に使い分けることでよい解析ができる。